# Stadionul Daugava (Riga)
Stadionul Național Daugava (letonă Daugavas stadions) este un stadion multifuncțional din Riga, Letonia, care a fost deschis pentru prima dată în 1927. Deține competiții de fotbal și atletism. Din 1992 Stadionul Daugava a fost desemnat ca o instalație sportivă de importanță națională și este deținut de Guvernul Letoniei.